# St.-Bonaventura-Gymnasium Dillingen
Das St.-Bonaventura-Gymnasium Dillingen des Schulwerks der Diözese Augsburg in Dillingen an der Donau ist eine Privatschule (staatliche anerkannte Ersatzschule). Angeschlossen ist seit September 2018 die neu gegründete St.-Bonaventura-Fachoberschule (unter gemeinsamer Leitung). Auf dem Areal befinden sich außerdem die St.-Bonaventura-Realschule sowie die Fachakademie für Sozialpädagogik Dillingen des Schulwerks der Diözese Augsburg.

## Ausbildungsrichtungen
Das Unterrichtsangebot umfasst zwei voll ausgebaute Ausbildungsrichtungen: das Musische Gymnasium und das Sprachliche Gymnasium, jeweils mit zwei Alternativen zur Sprachenfolge (Englisch und Latein; Spanisch ab dem 10. Schuljahrgang).

## Wahlfächer
Als Wahlfächer werden Theater & Film, Kreatex, Nähen, IT und Sport angeboten. Einen hohen Stellenwert im Schulalltag hat die Musik.

## Tagesbetreuung
Die Schule bietet Ganztagsbetreuung in offener Form.

## Ehemalige Schülerinnen und Schüler
- Mona Neubaur, Politikerin (Bündnis 90/Die Grünen), Abitur 1996
- Doris Schröder-Köpf
- Felicitas Söhner

## Sonstiges
Das Gymnasium nimmt als Erasmus+-Schule am Förderprogramm Erasmus+ der EU teil.